# Хаббард (округ)
Ха́ббард (англ. Hubbard County) — округ в штате Миннесота, США. Административный центр и крупнейший город — Парк-Рапидс. По переписи 2010 года в округе проживают 20 428 человек. Площадь — 2588 км², из которых 2388,7 км² — суша, а 199,3 км² — вода. Плотность населения составляет 7,9 чел./км².

## История
Округ был основан 26 февраля 1883 года. Он был назван в честь Люциуса Фредерика Хаббарда, губернатора Миннесоты с 1882 по 1887 год.

## Население
В 2010 году на территории округа проживало 20 428 человек (из них 50,4 % мужчин и 49,6 % женщин), насчитывалось 8661 домашних хозяйства и 5920 семьи. Расовый состав: белые — 94,5 %, афроамериканцы — 0,2 %, коренные американцы — 2,7 %, азиаты — 0,2 и представители двух и более рас — 1,8 %.
Население округа по возрастному диапазону по данным переписи 2010 года распределилось следующим образом: 21,9 % — жители младше 18 лет, 2,8 % — между 18 и 21 годами, 54,5 % — от 21 до 65 лет и 20,8 % — в возрасте 65 лет и старше. Средний возраст населения — 48,6 лет. На каждые 100 женщин в Хаббарде приходилось 101,5 мужчин, при этом на 100 совершеннолетних женщин приходилось уже 100,2 мужчин сопоставимого возраста.
Из 8661 домашнего хозяйства 56,9 % представляли собой совместно проживающие супружеские пары (16,5 % с детьми младше 18 лет), в 7,4 % семей женщины проживали без мужей, в 4,1 % семей мужчины проживали без жён, 31,6 % не имели семьи. В среднем домашнее хозяйство ведут 2,34 человек, а средний размер семьи — 2,79 человека.
В 2014 году из 16 712 человек старше 16 лет имели работу 9482. При этом мужчины имели медианный доход в 41 837 долларов США в год против 32 869 долларов среднегодового дохода у женщин. В 2014 году медианный доход на семью оценивался в 57 096 $, на домашнее хозяйство — в 46 412 $. Доход на душу населения — 25 050 $ в год. 7,0 % от всего числа семей в Хаббарде и 12,6 % от всей численности населения находилось на момент переписи за чертой бедности.
Динамика численности населения:
|  |